# Râu de Mori
Râu de Mori – wieś w Rumunii, w okręgu Hunedoara, w gminie Râu de Mori. W 2011 roku liczyła 399 mieszkańców.